# Giuseppe Pica
Giuseppe Pica (L'Aquila, 9 settembre 1813 – Napoli, 31 dicembre 1887) è stato un avvocato e politico italiano.
È stato il promotore della "legge Pica", emanata per eliminare il fenomeno del brigantaggio nel Mezzogiorno, istituendo tribunali militari nel territorio e permettendo la repressione di qualunque resistenza.

## Biografia

### Origini e formazione
Nato all'Aquila nel 1813 dalla nobile famiglia, figlio del patrizio Giovan Battista Pica e dalla baronessa Nicola Sardi. Studiò legge, conseguendo il diploma di laurea nel 1834, a 21 anni. Si dedicò subito alla carriera forense, distinguendosi per gli accesi e appassionati dibattiti sulle cause portate davanti alla Gran Corte Civile degli Abruzzi. Allo stesso tempo, si lasciò contagiare dalle idee liberali, e per questo fu condannato, nel 1845, a sette mesi di carcere.

### Il trasferimento a Napoli
Trasferitosi a Napoli, quando il re Ferdinando II, in seguito ai moti del 1848, dovette concedere il 29 gennaio del 1848 una costituzione liberale, il giovane avvocato abruzzese fu eletto deputato dell'Aquila alla prima legislatura del Parlamento napoletano. In questo contesto ebbe l'incarico di membro della commissione di finanza e contabilità, con delega specifica riguardante il bilancio del ministero di Grazie e Giustizia. In aula invece il deputato abruzzese si distinse per gli interventi sulla riforma della guardia nazionale, uno dei pochi principali argomenti che l'assemblea parlamentare partenopea ebbe modo di discutere nel suo breve periodo di vita. Pica presentò anche un disegno di legge giudiziaria, che vietava ai giudici, nelle cause civili e commerciali, di sentire privatamente le argomentazioni sia delle parti contraenti che dei patrocinanti e degli avvocati. Inoltre, secondo la legge, le parti e i loro difensori avrebbero dovuto sostenere, dopo la conclusione, le loro tesi in contraddittorio davanti al giudice "commessario" (ossia istruttore) della causa e dal presidente del collegio giudicante prima della discussione.

### L'arresto, la condanna e la fuga
Quando però il 15 maggio del 1848 re Ferdinando II, com'era nelle sue prerogative, sciolse il Parlamento e ritirò la Costituzione Pica, che era uno dei deputati che si erano fatti notare di più durante la breve stagione parlamentare, fu arrestato, e subì un processo lungo quattro anni, finché, nel 1852, fu condannato a 26 anni di carcere duro, per la sua irrequietezza e per complotto contro lo Stato. L'avvocato abruzzese passò sei anni nei bagni penali di Procida e Montesarchio, finché, nel dicembre del 1858, il sovrano borbonico commutò la pena in quella dell'esilio in America latina. Si trovava sulla nave che doveva portarlo oltreoceano quando Raffaele Settembrini, figlio di Luigi, un altro patriota meridionale, riuscì a dirottarla lungo le coste dell'Irlanda; qui i patrioti tornarono liberi, e la gran parte di essi si rifugiò a Londra, allora rifugio di altri esuli italiani.
Anche Pica era tra di essi; nella capitale britannica rimase due anni, finché rientrò a Napoli il 12 ottobre del 1860, dopo l'arrivo di Giuseppe Garibaldi in città, a seguito della spedizione dei Mille. Grazie ai suoi trascorsi liberali, l'avvocato abruzzese poté riprendere l'attività forense, davanti alla Corte di cassazione di Napoli.

### L'elezione a deputato del Regno d'Italia e la legge Pica
Decise tuttavia di darsi alla politica, e il 27 gennaio del 1861, in seguito all'indizione delle elezioni per il nuovo Parlamento italiano, Pica si candidò nelle file del partito della Destra storica, venendo eletto deputato nel collegio aquilano. Il 18 febbraio di quell'anno si aprì, a Torino, il nuovo Parlamento, che subito decise di promulgare, all'unanimità, il 17 marzo del 1861, una legge per la proclamazione del Regno d'Italia, sotto la sovranità costituzionale di Vittorio Emanuele II di Savoia. Pica fu tra i firmatari della legge. Tuttavia egli, pur appartenendo allo stesso partito di Camillo Benso, conte di Cavour, si oppose, insieme a tutti i deputati abruzzesi, nel maggio di quell'anno, all'estensione della leva di massa sulle province meridionali, ritenendo, a contrario del primo ministro, che questa mossa avrebbe ingrossato le file del nascente brigantaggio postunitario, cosa che puntualmente si verificò.
Il problema del banditismo sociale fu un grave problema per la vita politica del nuovo Regno d'Italia, che cercò di contrastare con l'applicazione dello stato d'assedio nel Mezzogiorno d'Italia. Tuttavia, poiché questa situazione non dava frutti, il deputato abruzzese promosse la legge 15 agosto 1863, n. 1409 anche come "legge Pica", per combattere il brigantaggio, che fu promulgata dal sovrano il 15 agosto di quell'anno, malgrado le numerose proteste dell'opposizione per la sua eccessiva durezza e la sospensione dei diritti civili garantiti dallo Statuto Albertino. Infatti la legge, valida per quasi tutte le province meridionali (eccettuate quelle di Napoli, Teramo, Reggio Calabria e, almeno sulla carta, Bari e Terra d'Otranto), permise il passaggio della competenza alla lotta al brigantaggio ai tribunali militari e la sospensione delle libertà costituzionali per tutti i briganti e i loro fiancheggiatori, che potevano essere condannati alla fucilazione, alla reclusione a vita, alla deportazione e al domicilio coatto (quest'ultimo affidato alle giunte provinciali).

### Gli ultimi anni e la morte
Infine nel 1865 Pica, alla fine dell'VIII legislatura, si ritirò dalla vita politica, ritornando all'attività di avvocato, con brillanti risultati: insegnò diritto criminale all'Università di Modena, fece parte della Consulta di Stato e, dopo il 1870, in seguito alla presa di Roma, svolse attività giudiziaria di fronte alla Corte di cassazione della capitale. In riconoscenza dei suoi meriti, nel 1873 re Vittorio Emanuele II lo nominò senatore nella XI legislatura del Parlamento. Morì infine a Napoli, il 31 dicembre del 1887, a 74 anni.